# Rhopalopyx cigigas
Rhopalopyx cigigas är en insektsart som beskrevs av Adalgisa Guglielmino 2002. Rhopalopyx cigigas ingår i släktet Rhopalopyx och familjen dvärgstritar. Inga underarter finns listade i Catalogue of Life.